# Honza
Honza je česká domácká obdoba mužského rodného jména Jan, řídce užívaná také jako samotné rodné jméno. Pochází z německého jména Hans, které je z německé podoby Johannes z hebrejského jména Johan (Jan).

## Varianty
Dalšími variantami tohoto jména jsou: Honzánek, Honzík, Honzíček, Honzin, Jenda, Jeník, Jeníček, Jéňa, Jen (zejména v oslovení „Jene“), Hans/Hanis.

## Známí nositelé
- Honza Volf, český básník, kreslíř a prozaik
- Honza Štangl, český kameraman
- Honza Dědek, český novinář, hudební publicista
- Honza Řičař, český zpěvák
- Honza Musil, český moderátor a zpěvák

## Známé fiktivní postavy
- Hloupý Honza, postava evropských pohádek[1]

ve filmu:
- Honza málem králem (1976)
- Honzíkova cesta